# Campeonato de Suecia de Ciclismo Contrarreloj
Los Campeonatos de Suecia de Ciclismo Contrarreloj se organizan anual e ininterrumpidamente desde el año 1996 para determinar el campeón ciclista de Suecia de cada año, en la modalidad. 
El título se otorga al vencedor de una única carrera, en la modalidad de Contrarreloj individual. El vencedor obtiene el derecho a portar un maillot con los colores de la bandera de Suecia hasta el campeonato del año siguiente, solamente cuando disputa pruebas contrarreloj.

## Palmarés

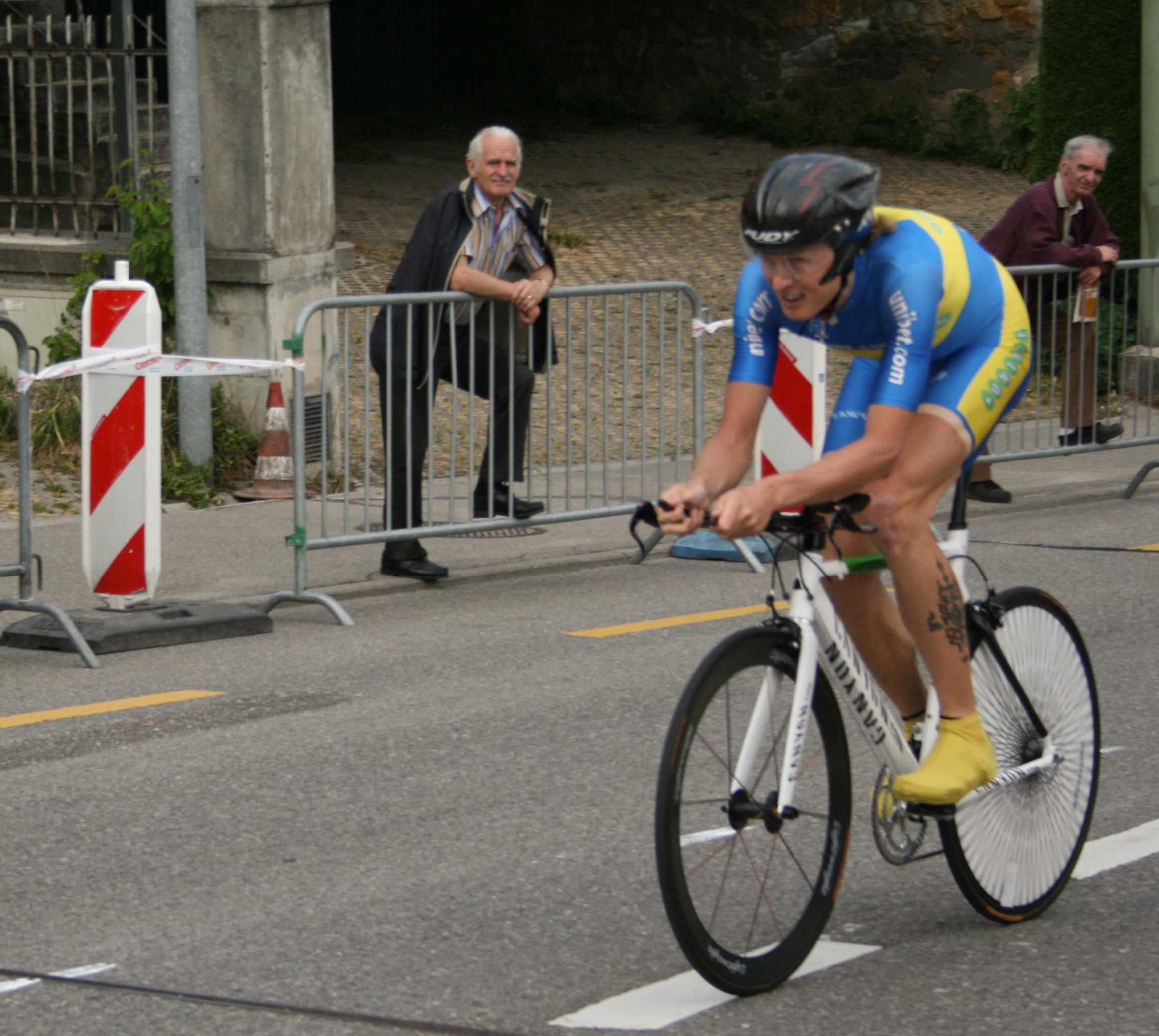
Gustav Larsson con el maillot de Suecia de contrarreloj.

| Año  | Ganador                  | Segundo              | Tercero                |
| 1909 | Hjalmar Levin            | -                    | -                      |
| 1910 | Gustav Ericsson          | -                    | -                      |
| 1911 | Axel Persson             | -                    | -                      |
| 1912 | Axel Persson             | -                    | -                      |
| 1913 | Axel Persson             | -                    | -                      |
| 1915 | Harry Stenqvist          | -                    | -                      |
| 1916 | John Gustavsson          | -                    | -                      |
| 1918 | Ragnar Malm              | -                    | -                      |
| 1919 | Axel Persson             | -                    | -                      |
| 1920 | Harry Stenqvist          | -                    | -                      |
| 1921 | Arthur Bjurberg          | -                    | -                      |
| 1922 | Arthur Bjurberg          | -                    | -                      |
| 1923 | Arthur Bjurberg          | -                    | -                      |
| 1925 | Arthur Bjurberg          | -                    | -                      |
| 1926 | Karl Lundberger          | -                    | -                      |
| 1927 | Karl Lundberger          | -                    | -                      |
| 1928 | Folke Nilsson            | -                    | -                      |
| 1929 | Nils Holmqvist           | -                    | -                      |
| 1930 | Sven Thor                | -                    | -                      |
| 1931 | Sven Thor                | Bernhard Britz       | Gustaf Svensson        |
| 1932 | Sven Thor                | -                    | -                      |
| 1933 | Gustaf Svensson          | -                    | -                      |
| 1934 | Gustaf Svensson          | -                    | -                      |
| 1935 | Berndt Carlsson          | -                    | -                      |
| 1936 | Berndt Carlsson          | -                    | -                      |
| 1937 | Sven Johansson           | -                    | -                      |
| 1938 | Sven Johansson           | -                    | -                      |
| 1939 | Åke Seyffarth            | -                    | -                      |
| 1940 | Åke Seyffarth            | -                    | -                      |
| 1941 | Sven Johansson           | -                    | -                      |
| 1942 | Arvid Adamsson           | -                    | -                      |
| 1943 | Åke Seyffarth            | Karl Erik Söderström | Uno Karlsson           |
| 1944 | Harald Janemar           | Arvid Adamsson       | Harry Snell            |
| 1945 | Harry Snell              | Arvid Adamsson       | Harald Janemar         |
| 1946 | Åke Olivestedt           | Sven Johansson       | Yngve Lundh            |
| 1947 | Sven Johansson           | Hans Iwar            | Arvid Adamsson         |
| 1948 | Arvid Adamsson           | Yngve Lundh          | Sven Johansson         |
| 1949 | Alan Carlsson            | Arvid Adamsson       | Nils Johansson         |
| 1950 | Sven Johansson           | Olle Wänlund         | Arvid Adamsson         |
| 1951 | Stig Mårtensson          | John Wickström       | Lars Nordwall          |
| 1952 | Stig Mårtensson          | Evert Lindgren       | Lars Nordwall          |
| 1953 | Martin Sjökvist          | Gunnar Lindgren      | Stig Mårtensson        |
| 1954 | Lars Nordwall            | Evert Lindgren       | Gunnar Lindgren        |
| 1955 | Lars Nordwall            | Stig Mårtensson      | Sven Johansson         |
| 1956 | Herbert Dahlbom          | Gunnar Lindgren      | Gunnar Göransson       |
| 1957 | Herbert Dahlbom          | -                    | -                      |
| 1958 | Herbert Dahlbom          | -                    | -                      |
| 1959 | Sune Hansson             | -                    | -                      |
| 1960 | Herbert Dahlbom          | -                    | -                      |
| 1962 | Gösta Pettersson         | -                    | -                      |
| 1963 | Gösta Pettersson         | -                    | -                      |
| 1964 | Gösta Pettersson         | -                    | -                      |
| 1965 | Sture Pettersson         | -                    | -                      |
| 1966 | Gösta Pettersson         | -                    | -                      |
| 1967 | Gösta Pettersson         | -                    | -                      |
| 1968 | Tomas Pettersson         | -                    | -                      |
| 1969 | Gösta Pettersson         | -                    | -                      |
| 1970 | Curt Söderlund           | -                    | -                      |
| 1971 | Sten Andersson           | -                    | -                      |
| 1972 | Sten Andersson           | -                    | -                      |
| 1973 | Sten Andersson           | -                    | -                      |
| 1974 | Tord Filipsson           | -                    | -                      |
| 1975 | Tord Filipsson           | -                    | -                      |
| 1976 | Tord Filipsson           | -                    | -                      |
| 1977 | Tord Filipsson           | -                    | -                      |
| 1978 | Bengt Asplund            | -                    | -                      |
| 1979 | Tommy Prim               | -                    | -                      |
| 1980 | Bengt Asplund            | -                    | -                      |
| 1981 | Bengt Asplund            | -                    | -                      |
| 1982 | Bengt Asplund            | -                    | -                      |
| 1983 | Håkan Larsson            | -                    | -                      |
| 1984 | Bengt Asplund            | -                    | -                      |
| 1985 | Magnus Knutsson          | -                    | -                      |
| 1986 | Anders Jarl              | -                    | -                      |
| 1987 | Björn Johansson          | -                    | -                      |
| 1988 | Jan Karlsson             | -                    | -                      |
| 1989 | Jan Karlsson             | -                    | -                      |
| 1990 | Lars Wahlqvist           | -                    | -                      |
| 1991 | Lars Wahlqvist           | -                    | -                      |
| 1992 | Michael Andersson        | -                    | -                      |
| 1993 | Michael Andersson        | -                    | -                      |
| 1994 | Magnus Åström            | -                    | -                      |
| 1995 | Jan Karlsson             | Martin Rittsel       | -                      |
| 1996 | Michael Andersson        | -                    | Martin Rittsel         |
| 1997 | Michael Andersson        | -                    | -                      |
| 1998 | Michael Andersson        | -                    | Glenn Magnusson        |
| 1999 | Michael Andersson        | -                    | -                      |
| 2000 | Michael Andersson        | Petter Renäng        | Martin Rittsel         |
| 2001 | Jonas Olsson             | Gustav Larsson       | Tobias Lergard         |
| 2002 | Jonas Olsson             | Gustav Larsson       | Martin Rittsel         |
| 2003 | Magnus Bäckstedt         | Jonas Olsson         | Thomas Lövkvist        |
| 2004 | Thomas Lövkvist          | Petter Renäng        | Fredrik Johansson      |
| 2005 | Viktor Renäng            | Stefan Grahn         | Stefan Adamsson        |
| 2006 | Gustav Larsson           | Thomas Lövkvist      | Marcus Ljungqvist      |
| 2007 | Gustav Larsson (2)       | Magnus Bäckstedt     | Lucas Persson          |
| 2008 | Fredrik Ericsson         | Gustav Larsson       | Thomas Lövkvist        |
| 2009 | Alexander Wetterhall     | Fredrik Ericsson     | Fredrik Kessiakoff     |
| 2010 | Gustav Larsson (3)       | Sébastien Balck      | Fredrik Kessiakoff     |
| 2011 | Gustav Larsson (4)       | Thomas Lövkvist      | Alexander Wetterhall   |
| 2012 | Gustav Larsson (5)       | Tobias Ludvigsson    | Alexander Wetterhall   |
| 2013 | Gustav Larsson (6)       | Tobias Ludvigsson    | Thomas Lövkvist        |
| 2014 | Alexander Gingsjö        | Alexander Wetterhall | Marcus Fåglum          |
| 2015 | Gustav Larsson (7)       | Alexander Wetterhall | Joakim Aleheim         |
| 2016 | Alexander Wetterhall (2) | Tobias Ludvigsson    | Gustav Larsson         |
| 2017 | Tobias Ludvigsson        | Alexander Wetterhall | Hampus Anderberg       |
| 2018 | Tobias Ludvigsson (2)    | Staffan Arvidsson    | Hannes Bergström Frisk |
| 2019 | Tobias Ludvigsson (3)    | Erik Bergström Frisk | Hugo Forssell          |
| 2020 | Jacob Ahlsson            | Tobias Ludvigsson    | Hugo Forssell          |
| 2021 | Hugo Forssell            | Jacob Ahlsson        | Tobias Ludvigsson      |
| 2022 | Jacob Ahlsson (2)        | Edvin Lovidius       | Tobias Ludvigsson      |
| 2023 | Jacob Ahlsson (3)        | Jakob Söderqvist     | Hjalmar Klyver         |
| 2024 | Jakob Söderqvist         | Tobias Ludvigsson    | Jacob Ahlsson          |
| 2025 | Jakob Söderqvist (2)     | Jonathan Ahlsson     | Hugo Forssell          |